# Trypanaresta miseta
Trypanaresta miseta es una especie de insecto del género Trypanaresta de la familia Tephritidae del orden Diptera.

## Historia
Erich Martin Hering la describió científicamente por primera vez en el año 1938.